# Penicillium diversum
Penicillium diversum är en svampart som beskrevs av Raper & Fennell 1948. Penicillium diversum ingår i släktet Penicillium och familjen Trichocomaceae.  Utöver nominatformen finns också underarten aureum.